# Триамцинолон
Триамциноло́н — синтетичний препарат з групи глюкокортикоїдних гормонів для парентерального, перорального, інгаляційного та місцевого застосування. За хімічною структурою він є фторованим похідним гідрокортизону, та додатково містить у положенні 16 стероїдного кільця оксигрупу, що забезпечує вищу протизапальну активність та удвічі нижчу мінералокортикоїдну активність препарату в порівнянні із преднізолоном. Триамцинолон розроблений компанією «Astellas» та уперше схвалений FDA у 1957 році.

## Фармакологічні властивості
Триамцинолон — синтетичний препарат з групи глюкокортикоїдних гормонів. Препарат має протизапальну, протишокову, протиалергічну та імуносупресивну дію. Після проникнення всередину клітини триамцинолон взаємодіє зі специфічними рецепторами в цитоплазмі клітини та утворює комплекс, який зв'язується з ДНК та стимулює утворення мРНК, що призводить до змін утворень на рибосомах білків, що відповідають за властивості клітин. Триамцинолон стимулює синтез ліпокортину, що інгібує фермент фосфоліпазу А2, що приводить до пригнічення синтезу простагландинів та лейкотрієнів, що беруть участь у розвитку запальних реакцій. Триамцинолон стабілізує мембрани лізосом, інгібує синтез гіалуронідази та знижує синтез лімфокінів. Препарат має антипроліферативний ефект, обумовлений зниженням міграції моноцитів у вогнище запалення та гальмуванням проліферації фібробластів. Триамцинолон пригнічує активність ферменту колагенази, що попереджує деструкцію кісткової тканини та хрящів при ревматоїдному артриті. Протиалергічна дія преднізолону обумовлена зменшенням кількості базофілів та прямим зменшенням синтезу і секреції медіаторів негайної алергічної реакції. Гормон викликає інволюцію лімфоїдної тканини та розвиток лімфопенії, що приводить до імуносупресії. Триамцинолон збільшує кількість рецепторів у клітинах та підвищує їх чутливість до фізіологічно активних речовин (у тому числі до катехоламінів). Препарат зменшує кількість білків у плазмі крові, посилює катаболізм білків у м'язовій тканині. Препарат пригнічує всмоктування кальцію в шлунково-кишковому тракті та сприяє вимиванню його з кісток та збільшення екскреції кальцію з сечею. Триамцинолон у терапевтичних дозах практично не викликає затримки натрію та води в організмі та виведенню калію з організму, а також не викликає підвищення артеріального тиску. Препарат сприяє синтезу ферментів у печінці; а також посиленні продукції фібриногену, еритропоетину, сурфактанту, ліпомодуліну. Триамцинолон сприяє синтезу жирних кислот та тригліцеридів, викликає перерозподіл жиру (зниження відкладень жиру на кінцівках та збільшення відкладень жиру на верхній половині тулуба і обличчі). Препарат підвищує всмоктування вуглеводів у шлунково-кишковому тракті, сприяє мобілізації глюкози в кровотік та посиленню глюконеогенезу. Триамцинолон має протишокову дію, стимулює утворення частини клітин у кістковому мозку. Триамцинолон підвищує збудливість центральної нервової системи. Препарат підвищує кількість у крові еритроцитів та тромбоцитів, знижує кількість у крові лімфоцитів, еозинофілів, моноцитів, базофілів. Триамцинолон зменшує кількість в крові статевих гормонів, що може бути наслідком зменшення вироблення лютеїнізуючого гормону в гіпофізі та прямою дією препарату. Виявлена здатність препарату впливати на систему цитокінів, синтез яких має велике значення у розвитку запалення та імунорегуляції. Триамцинолон пригнічує вироблення цитокінів, які беруть участь у механізмах імунної відповіді, у тому числі у Т-клітинному розпізнаванні антигенів. Протизапальна дія триамцинолону пов'язана із зниженням виділення арахідонової кислоти із фосфоліпідів клітинних мембран, та зменшенням кількості продуктів її метаболізму (простагландинів, лейкотрієнів). Триамцинолон стимулює секрецію соляної кислоти і пепсину в шлунку та може сприяти розвитку виразкової хвороби. Триамцинолон може застосовуватися як перорально, так і парентерально (внутрішньом'язово), внутрішньосуглобово, місцево у вигляді мазі, інгаляційно, а також для внутрішньоочного застосування.

### Фармакокінетика
Триамцинолон при пероральному прийомі швидко, але не повністю всмоктується у шлунково-кишковому тракті, біодоступність препарату при пероральному застосуванні складає 20—30 %. При пероральному застосуванні максимальна концентрація в крові досягається протягом 1—2 годин після прийому препарату. При внутрішньом'язовому введенні максимальний ефект препарату спостерігається через 1—2 доби після застосування триамцинолону, при внутрішньосуглобовому застосуванні дія препарату триває 1—6 тижнів. Триамцинолон частково (на 40 %) зв'язується з білками плазми крові. Препарат створює високі концентрації у більшості тканин організму. Триамцинолон проникає через гематоенцефалічний бар'єр. Препарат проникає через плацентарний бар'єр та виділяється в грудне молоко. Метаболізується триамцинолон переважно у печінці, а також частково в нирках. Виводиться препарат із організму переважно нирками у вигляді неактивних метаболітів. Період напіввиведення препарату з крові при пероральному застосуванні складає 2—5 годин, період напіввиведення із тканин складає 18—36 годин. Даних за зміну періоду напіввиведення триамцинолону при порушеннях функції печінки та нирок немає.

## Показання до застосування
Триамцинололон застосовується системно — при важких формах неспецифічного виразкового коліту та хвороби Крона (курсове лікування при загостеннях захворювання), недостатності кори наднирників, негнійному тиреоїдиті, а також із замісною метою — при адреногенітальному синдромі; анафілактичному шоці та інших алергічних реакціях; при системних захворюваннях сполучної тканини — системному червоному вовчаку, системній склеродермії, вузликовому періартеріїті, дерматоміозиті, хворобі Бєхтєрєва, ревмокардиті, неревматичному міокардиті; синовіїтах, епікондиліті, плечо-лопатковому периартриті, остеоартрозі та остеоартриті, подагрі, псоріатичному артриті; при захворюваннях крові — гострій гемолітичній анемії, інших гемолітичних та гіпопластичних анеміях, лімфогрануломатозі,агранулоцитозі та гранулоцитопенії, тромбоцитопенічній пурпурі, лейкеміях та гострому лейкозі, панмієлопатії, мієломній хворобі; при захворюваннях шкіри — екземі, багатоформній ексудативній еритемі, еритродермії, псоріазі, алопеції, себорейному дерматиті, міхурниці; при захворюваннях дихальної системи — бронхіальній астмі, саркоїдозі, бериліозі, аспіраційній пневмонії, синдромі Лефлера, при раку легень у поєднанні зі специфічною терапією, при туберкульозі легень і туберкульозному менінгіті у поєднанні з протитуберкульозною терапією; при гострому гломерулонефриті та нефротичному синдромі гіпоглікеміях; при алергічних захворюваннях — сироватковій хворобі, полінозі, кропив'янці, алергічному риніті, атопічному та контактному дерматиті, токсикодермії, харчовій та медикаментозій алергічній реакції, синдромі Стівенса-Джонсона, набряку Квінке; при захворюваннях очей — іриті, іридоцикліті, повільних передніх та задніх увеїтах, алергічній виразці рогівки та алергічному кон'юнктивіті, кератиті, хоріоїдиті, невриті зорового нерва, симпатичній офтальмії.
Для внутрішньосуглобового введення триамцинолон застосовується при артрозі та остеоартрозі великих суглобів, ревматоїдному артриті та посттравматичному артриті, гострій подагрі, анкілозуючому спондиліті, бурситі, епікондиліті, псоріатичному артриті.
Місцево у вигляді мазі триамцинолон застосовується при міхурниці, алергічних дерматитах, псоріазі, екземі, васкуліті, нейродерміті, укусах комах.
При симпатичній офтальмії, увеїті, висковому артеріїті та інших запальних захворювань очей триамцинолон рекомендовано для внутрішньоочного застосування.

## Побічна дія
Побічна дія триамцинолону при нетривалому застосуванні спостерігається вкрай рідко. При тривалому застосуванні препарату зростає ризик розвитку побічних ефектів препарату, частота яких складає близько 50 % випадків застосування (як і інших глюкокортикоїдів для системного застосування). При тривалому застосуванні триамцинолону можливі наступні побічні ефекти:
- Алергічні реакції — рідко[6] (частіше у осіб із медикаментозною алергією в анамнезі) спостерігаються алергічний дерматит, імуносупресія, свербіж шкіри, кропив'янка, синдром Стівенса-Джонсона, набряк Квінке, анафілактичний шок, бронхоспазм.
- З боку шкірних покривів — петехії, синці, екхімози, стрії, потоншення шкіри, гіпер- або гіпопігментація, гірсутизм, вугри, схильність до піодермії, сповільнення процесів регенерації, підвищена пітливість. Ці побічні ефекти спостерігаються частіше при місцевому застосуванні препарату, найчастіше спостерігається кандидоз ротової порожнини (у 5—45 % місцевого застосування триамцинолону).[11]
- З боку травної системи — можуть спостерігатися нудота, блювання, біль в епігастрії, панкреатит, діарея, стероїдні виразки шлунку та дванадцятипалої кишки, ерозивний езофагіт, кровотечі у шлунково-кишковому тракті, перфорація виразки шлунку або дванадцятипалої кишки, перфорація тонкої або товстої кишки, метеоризм, гикавка, підвищення апетиту, мелена. Згідно даних тривалих спостережень, побічна дія з боку травної системи спостерігається у 24,4 % хворих, а розвиток стероїдних виразок шлунково-кишкового тракту спостерігається у 3,5—7,5 % випадків.[11]
- З боку нервової системи та органів чуттів —можуть спостерігатися головний біль, запаморочення, підвищення внутрішньочерепного тиску, судоми, катаракта, підвищення внутрішньоочного тиску, трофічні зміни рогівки, екзофтальм, галюцинації, делірій, дезорієнтація, ейфорія, депресія, нервозність, безсоння, парестезії, глаукома, набряк диску зорового нерва. Згідно даних тривалих спостережень, нервово-психічні порушення, як побічна дія лікування глюкокортикоїдами, спостерігається у 4—36 % хворих[11], розвиток катаракти у 15 % хворих при тривалому прийомі глюкокортикоїдів, підвищення внутрішньоочного тиску у 18—36 % хворих при тривалому прийомі глюкокортикоїдних гормонів.[12]
- З боку серцево-судинної системи — при тривалому застосуванні можуть спостерігатися аритмія, тромбози та тромбоемболічні синдроми, некротичний васкуліт, периферичні набряки, серцева недостатність, артеріальна гіпертензія.
- З боку опорно-рухового апарату — при тривалому застосуванні спостерігаються міопатія, остеопороз, розрив сухожиль, атрофія м'язів, асептичний остеонекроз, переломи кісток. За даними клінічних досліджень, частота остеопорозу при застосуванні системних глюкокортикоїдів більше 6 місяців, складає 50 % випадків, а у 30 % випадків тривалого застосування спостерігаються переломи кісток.[13]
- З боку сечовидільної системи — тривалий прийом призводить до ризику виникнення сечокам'яної хвороби.
- З боку ендокринної системи — може спостерігатися порушення толерантності до глюкози, цукровий діабет, порушення менструального циклу, уповільнення росту в дітей, затримка статевого розвитку в дітей, пригнічення гіпофізарно-наднирникової системи, хвороба Кушинга. За даними тривалих спостережень, найчастішою побічною дією глюкокортикоїдів є кушингоїд (до 30 % випадків застосування), часто спостерігається пригнічення функції кори наднирників[11] та розвиток стероїдного діабету (дані про частоту цього ускладнення суперечливі).[11][12]
- Інші побічні ефекти — частіше спостерігаються при тривалому прийомі зниження стійкості до інфекцій, загострення туберкульозу, збільшення маси тіла[11][12], швидка втомлюваність, зменшення об'єму лімфоїдної тканини, порушення менструального циклу.
- Зміни в лабораторних аналізах — при тривалому застосуванні можуть спостерігатись лейкоцитоз, моноцитопенія, лімфопенія, гранулоцитопенія, порушення згортання крові, підвищення рівня активності амінотрансфераз та лужної фосфатази, гіпокаліємія, гіперліпідемія, гіперглікемія, гіпокальціємія, глюкозурія.
- Місцеві реакції — нечасто біль, відчуття припікання у місці введення, атрофія шкіри, стерильні абсцеси, ліпоатрофія, зміна пігментації шкіри в місці введення.

## Протипоказання
Абсолютними протипоказанням для застосування триамцинолону є підвищена чутливість до препарату, гострий психоз, активний туберкульоз, злоякісні пухлини з метастазами, пептичні виразки шлунку або дванадцятипалої кишки. Відносними протипоказаннями до застосування препарату є паразитарні та інфекційні захворювання, системні мікози, поствакцинальні стани; захворювання травної системи — виразкова хвороба, гастрит, езофагіт, недавно створений анастомоз шлунку, дивертикуліт, неспецифічний виразковий коліт з перфорацією або абсцедуванням; ендокринні захворювання — цукровий діабет, тиреотоксикоз, гіпотиреоз, хворобі Кушинга, ожиріння III-IV ступеня; серцево-судинні захворювання — артеріальна гіпертензія, схильність до тромбоемболії, декомпенсована серцева недостатність; важка ниркова недостатність, нефролітіаз; системний остеопороз; міастенія, поліомієліт, глаукома. При внутрішньосуглобовому введенні препарат протипоказаний при попередній артропластиці, підвищеній кровоточивості, інфекційно-септичний запальний процес у суглобі або навколо суглоба, вираженому остеопорозі, відсутності запального процесу всередині суглобу, асептичному некрозі суглобових поверхонь, деструкції та деформації суглобових поверхонь, нестабільному суглобі, загальному інфекційному захворюванні, вагітності, дітям до 12 років. При місцевому застосуванні триамцинолон протипоказаний при вірусних, бактеріальних та грибкових ураженнях шкіри, шкірних проявах сифілісу та туберкульозу; пухлинах шкіри; рожевих та звичайних вуграх. Препарат не рекомендований для застосування при вагітності та годуванні грудьми. Триамцинолон застосовується у дітей старших 6 років.

## Форми випуску
Триамцинолон випускається у вигляді таблеток по 0,002; 0,004 і 0,008 г; 1 % та 4 % водної суспензії для ін'єкцій у ампулах по 1 та 2 мл і флаконах по 5 мл; 0,025 % і 0,1 % мазі в тубах по 10 та 25 г і банках по 25 и 40 г; 0,1 % стоматологічної пасти для обробки рота; аерозолі для інтраназального застосування. Триамцинолон разом із тетрацикліном входить до складу комбінованого препарату для зовнішнього застосування у вигляді аерозолю «Полькортолон ТС». Разом із мірамістином триамцинолон входить до складу комбінованого препарату «Тримістин-Дарниця». За кордоном розроблені форми випуску для інгаляційного та внутрішньоочного застосування.

## Заборона використання у спортсменів
Як і інші глюкокортикоїдні гормони, триамцинолон заборонений для використання спортсменами під час змагань для парентерального, перорального та ректального застосування згідно рішення Всесвітнього антидопінгового агентства. Заборона на використання триамцинолону місцево у вигляді мазі для спортсменів відсутня.

## Використання у ветеринарії
Триамцинолон разом із хлорамфеніколом, метронідазолом та лідокаїном входить до складу комбінованого препарату «Стоп-зуд» для зовнішнього застосування при дерматологічних захворюваннях собак та котів.

## Синоніми
Kenalog, Triamcinolone acetonide